# Manuel Zapico
Pour les articles homonymes, voir Zapico.
Manuel Zapico, dit el Asturiano (l'Asturien ; La Fresnosa, Langreo, 10 janvier 1926 - Paris, 28 août 2004), fut un guérillero antifranquiste espagnol.
Sa famille, d'origine paysanne, participa à la Guerre civile en luttant contre les franquistes aux Asturies. Après la chute du front nord en 1937, sa famille fut victime de représailles.
Il commença à travailler dans la clandestinité en soutenant les guérilleros qui combattaient dans la région. À 15 ans, alors qu'il travaillait à la mine à Sama de Langreo, il adhéra au Parti communiste. En 1942, il débuta comme foreur au puits San Luis et commença à être recherché par la police de la dictature. A vingt ans il déménagea à Fabero (El Bierzo, León), et il continua à vivre dans cette localité minière jusqu'en 1947, année où il partit en Galice, revenant à León deux ans plus tard.
En 1951, après l'assassinat de Manuel Girón, figure capitale du mouvement de guérilla antifranquiste de cette zone, très lié à Zapico, ce dernier s'investit davantage dans le soutien du mouvement clandestin, en prêtant main-forte à plusieurs familles persécutées par la répression franquiste. À cette époque, dans les terres léonaises, il reçut le surnom de « l'Asturien ».
En 1952, il fuit en France face aux difficultés rencontrées par le mouvement de guérilla après la disparition de Girón. Il fut expulsé de France en Espagne mais parvint à s'échapper, retournant de nouveau vers la France, ou il demeura le reste de sa vie.